# Australia na Zimowych Igrzyskach Olimpijskich 1976
Australię na Zimowych Igrzyskach Olimpijskich 1976 reprezentowało 8 sportowców. Chorążym ekipy był Colin Coates. Był to ósmy start reprezentacji Australii na zimowych igrzyskach olimpijskich.

## Skład kadry

### Narciarstwo alpejskie
Mężczyźni
| Zawodnik     | Konkurencja   | Finał        | Finał        | Finał             | Finał             | Finał             | Finał             |
| Zawodnik     | Konkurencja   | 1. zjazd     | Miejsce      | 2. zjazd          | Miejsce           | Suma              | Miejsce           |
| ------------ | ------------- | ------------ | ------------ | ----------------- | ----------------- | ----------------- | ----------------- |
| Kim Clifford | Zjazd         |              |              |                   |                   | 1:51,64           | 34                |
| Kim Clifford | Slalom gigant | 1:56,66      | 53           | Zdyskwalifikowany | Zdyskwalifikowany | Zdyskwalifikowany | Zdyskwalifikowany |
| Kim Clifford | Slalom        | Nie ukończył | Nie ukończył | Nie ukończył      | Nie ukończył      | Nie ukończył      | Nie ukończył      |
| David Griff  | Zjazd         |              |              |                   |                   | 1:49,02           | 22                |
| David Griff  | Slalom        | Nie ukończył | Nie ukończył | Nie ukończył      | Nie ukończył      | Nie ukończył      | Nie ukończył      |
| Rob McIntyre | Zjazd         |              |              |                   |                   | Nie ukończył      | Nie ukończył      |

Kobiety
| Zawodniczka  | Konkurencja   | Finał         | Finał         | Finał             | Finał             | Finał             | Finał             |
| Zawodniczka  | Konkurencja   | 1. zjazd      | Miejsce       | 2. zjazd          | Miejsce           | Suma              | Miejsce           |
| ------------ | ------------- | ------------- | ------------- | ----------------- | ----------------- | ----------------- | ----------------- |
| Joanne Henke | Zjazd         |               |               |                   |                   | 1:59,59           | 36                |
| Joanne Henke | Slalom gigant | 1:45,40       | 40            | Zdyskwalifikowana | Zdyskwalifikowana | Zdyskwalifikowana | Zdyskwalifikowana |
| Joanne Henke | Slalom        | Nie ukończyła | Nie ukończyła | Nie ukończyła     | Nie ukończyła     | Nie ukończyła     | Nie ukończyła     |
| Sally Rodd   | Zjazd         |               |               |                   |                   | 1:54,82           | 31                |
| Sally Rodd   | Slalom gigant | 1:37,52       | 33            | Zdyskwalifikowana | Zdyskwalifikowana | Zdyskwalifikowana | Zdyskwalifikowana |
| Sally Rodd   | Slalom        | Nie ukończyła | Nie ukończyła | Nie ukończyła     | Nie ukończyła     | Nie ukończyła     | Nie ukończyła     |

### Łyżwiarstwo figurowe
| Zawodnicy     | Event    | CF/CD | SP/OD        | FS/FD        | Suma         | Suma         | Suma         |
| Zawodnicy     | Event    | CF/CD | SP/OD        | FS/FD        | Liczby       | Punkty       | Miejsce      |
| ------------- | -------- | ----- | ------------ | ------------ | ------------ | ------------ | ------------ |
| Billy Schober | Soliści  | 20    | Nie ukończył | Nie ukończył | Nie ukończył | Nie ukończył | Nie ukończył |
| Sharon Burley | Solistki |       | 21           | 19           | 180,0        | 149,26       | 20           |

### Łyżwiarstwo szybkie
Mężczyźni
| Zawodnik     | Konkurencja      | Finał    | Finał   |
| Zawodnik     | Konkurencja      | Czas     | Miejsce |
| ------------ | ---------------- | -------- | ------- |
| Colin Coates | Bieg na 500 m    | 41,77    | 25      |
| Colin Coates | Bieg na 1000 m   | 1:21,72  | 11      |
| Colin Coates | Bieg na 1500 m   | 2:03,34  | 8       |
| Colin Coates | Bieg na 5000 m   | 7:41,96  | 10      |
| Colin Coates | Bieg na 10 000 m | 15:19,80 | 6       |